# La Feria (compañía de teatro)
La Feria fue una compañía de teatro chilena fundada en 1976 por los actores Jaime Vadell y José Manuel Salcedo, a partir de su separación del Teatro Ictus por diferencias artísticas. Su motivación fue crear un teatro popular realista.

## Historia

### Fundación incendiaria
La recién creada compañía se instaló inicialmente en una carpa de grandes dimensiones en la comuna de Providencia. A fines de 1976, comenzaron a adaptar varios poemas que el poeta Nicanor Parra estaba seleccionando para crear su libro Hojas de Parra, varios de ellos todavía inéditos. Con la supervisión del antipoeta (quien rechazó la primera versión y les ayudó de cerca con la versión final), crearon la primera obra de teatro de la compañía, Hojas de Parra, salto mortal en un acto. En el montaje también participaron la actriz, escenógrafa y diseñadora Susana Bomchil, y un elenco conformado en su mayoría por artistas circenses. El montaje se estrenó el 18 de febrero de 1977 con un equipo de entre 30 y 35 personas, y fue un éxito de audiencia. Sin embargo, debido a sus alusiones políticas a la dictadura militar, la obra recibió una dura crítica de La Segunda, periódico afín a la dictadura militar, luego de lo cual fueron clausurados y acosados por el Servicio Nacional de Salud en numerosas ocasiones. El alcalde de Providencia, Alfredo Alcaíno, los clausuró hasta nuevo aviso, y antes de poder reestrenar, la carpa fue incendiada la madrugada del 12 de marzo, sin saberse jamás nada de los culpables.

### El apoyo católico
Luego del incendio, Vadell y Salcedo fueron exiliados del ámbito cultural durante un buen tiempo, durante el cual debieron sobrevivir haciendo teatro en la precaria Sala Parroquial de Lo Barnechea. Por los altos costos de montaje que involucraba la obra, Hojas de Parra no volvió a reestrenarse, pero apoyados por la Iglesia católica, pudieron ensayar y presentar al interior de diversas iglesias. Los siguientes trabajos, nuevamente escritos por Vadell y Salcedo, Bienaventurados los pobres (1977) y Una pena y un cariño (1978), así como La República de Jauja (1980), del escritor Juan Rafael Allende, fue restaurando su reconocimiento como uno de los grupos más innovadores del medio.

### Separación y otros rumbos
Luego de unos trabajos más, Salcedo decide retirarse del grupo, quedándose Vadell y Bomchil a cargo de la compañía, la cual comienza a recibir a actores jóvenes de la Universidad Católica, para quienes la compañía se convierte a su vez en una escuela de formación profesional. Entre ellos se destacan los actores que posteriormente fundarán el exitoso grupo Teatro Aparte.
En 1983 inauguraron en el barrio Bellavista de Santiago el espacio Teatro La Feria, el que funcionó hasta 2007. Con el tiempo fueron reemplazando su temática político-social por la parodia y el juego lúdico.

## Trabajos
- 1977 - Hojas de Parra, salto mortal en un acto
- 1977 - Bienaventurados los pobres
- 1978 - Una pena y un cariño
- 1980 - La República de Jauja
- A la Mary se le vio el popins